# Milán
Milán là một khu tự quản thuộc tỉnh Caquetá, Colombia. Thủ phủ của khu tự quản Milán đóng tại Milán Khu tự quản Milán có diện tích 137 ki lô mét vuông. Đến thời điểm ngày 28 tháng 5 năm 2005, khu tự quản Milán có dân số 14454 người.